# Johanssons boogie-woogie-vals
Johanssons boogie-woogie-vals är en sång från 1944 av Povel Ramel. Sången, som är skriven i ett slags hybrid av boogie woogie och tretakt, blev en succé och betraktas allmänt som Ramels genombrott. Texten behandlar en viss Johansson i Tranås, vars son spisar jazz och inspirerar fadern att skriva en egen dragspelsbaserad boogie-woogie.
Sången har parodierats av Karl Gerhard, som kallade sin version (som var tämligen mycket mer politisk än Povels) Per Albin Hanssons demagoggi-vind-för-våggi-grogg-vid-groggi-vals.
Johanssons boogie-woogie-vals tillkom i en tidsmiljö, som populärmusikaliskt dominerades av dragspels- och valsmusik, samtidigt som den annorlunda jazzen blev vanligare hos yngre stadsinvånare. Sången var närmast en sammanslagning av dessa genrer, och den första i en ett stort antal senare populära alster av Povel Ramel med lekfulla varianter av musikstycken ur olika musikgenrer med snällt satiriska texter.